# Água Formosa
Água Formosa é uma aldeia pertencente à freguesia de Vila de Rei, concelho de Vila de Rei que dista 10 km do Centro Geodésico de Portugal .
É uma Aldeia do Xisto localizada a 225 metros de altitude.

## Património

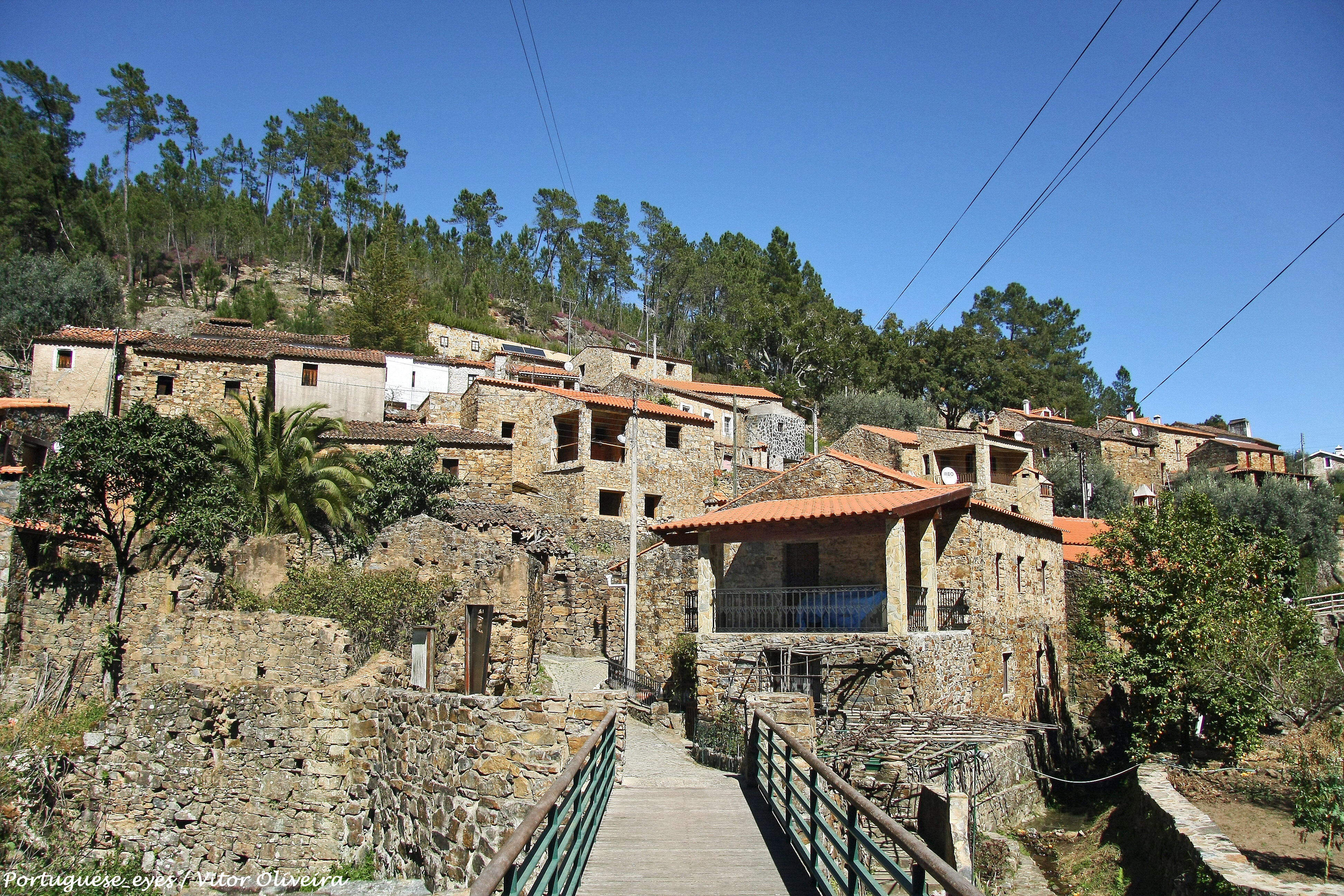
Aldeia do Xisto de Água Formosa

- Fonte
- Ponte pedonal
- Forno a lenha
- Lagar da Ferrugenta